# Elainabella
Elainabella foi um gênero de alga multicelular que viveu durante o período Ediacarano. 

## Descrição
Elainabella é um fóssil de 1 mm de largura, não biomineralizado, preservado com ramos segmentados e estrutura celular. Um único espécime foi recuperado de um xisto preto na Formação Deep Spring em Esmerald County, Nevada. A análise espectral de EDS indica que a boa preservação não é devida à fosfatização ou piritização. Em vez disso, parece ser um caso de preservação do tipo do Burgess Shale, envolvendo a querogenização de organismos não mineralizantes. O folhelho contendo fósseis está intimamente associado a estromatólitos, e é sugerido que Elainabella pode ter sido um epibionte em estromatólitos. Esta é a primeira ocorrência de preservação do tipo do Burgess Shale relatada no Ediacarano de Laurência.